# You're Crazy
«You're Crazy» es una canción del género hard rock del grupo musical estadounidense Guns N' Roses. Pertenece a su primer álbum de estudio Appetite for Destruction, publicado por la discográfica Geffen Records el 21 de julio de 1987, tras su autoeditado EP Live ?!*@ Like a Suicide. 
Además de la versión eléctrica de Appetite for Destruction existe una versión acústica de esta canción, publicada en su segundo álbum de estudio, G N' R Lies. Según ha dicho la banda la canción se compuso en primera instancia con guitarras acústicas, tal como suena en G N' R Lies.

## Creación
«You're Crazy» fue escrita por Axl Rose e Izzy Stradlin en el año 1986, pero en una versión completamente acústica, no con guitarras eléctricas como se escucha en el álbum Appetite for Destruction (1987). Luego de que se incluyera en el álbum debut, la banda hizo la versión acústica original para el segundo álbum, G N' R Lies, donde se usaron guitarras acústicas.

## La banda sobre la canción
Slash: "Es una canción que originalmente escribimos como una canción acústica justo antes de que la banda firmara. Pero la trabajamos durante los ensayos y saltó como una canción eléctrica para el disco Appetite for Destruction."
Axl Rose: "Cada vez que grababamos You're Crazy algo pasaba. Cuando está realmente encendida, la banda entra como en trance. Dejas todo atrás. No creo que diera con lo que estaba buscando. No creo que sea un gran problema para nosotros, solo que creo que no dimos de lleno [en la canción], creo que todo lo demás patea culos." 
Slash: "Cuando toco esa canción, ni siquiera se que estoy tocando. Es tal la patada en el culo para mí, que solo corro alrededor. Trato de concentrarme en la música y quedarme como estacionario. Salvo en esa canción. No toco el mismo solo cada noche porque no estoy en la misma onda cada noche."